# Rode druppelastrild
De rode druppelastrild (Hypargos niveoguttatus) is een vogeltje met felle kleuren uit de familie van de prachtvinken (Estrildidae), van oorsprong afkomstig uit Oost-Afrika, van Kenia tot Zuid-Zimbabwe.

## Kenmerken
De rode druppelastrild heeft een bruingrijs schedeltje, de rug en vleugels zijn roodbruin. Zijkanten van het kopje, de hals, de borst en ook de dekveren van de staart zijn karmijnrood.
De buik is zwart met aan de flanken grote witte stippen gelijk flinke druppels. Het vrouwtje heeft minder rood aan kopje en borst en alleen het mannetje zingt.
De totale lengte van kop tot puntje van de staart is 12 –13 centimeter.

## Sociaal
Rode druppelastrilden zijn moeilijk te houden, zeker bij vogels die even groot zijn en ook de rode signaalkleuren hebben zoals de roodmaskerastrild, de melba-astrild en de vuurvink. Tijdens de broedperiode kunnen er zelfs doden vallen als ze samen in een volière gehouden worden. Ook de eigen soortgenoten en een koppeltje rode druppelastrilden onderling kunnen flink met elkaar vechten.

## Verzorging
Deze vogel houdt van warmte en moet zorgvuldig geacclimatiseerd worden. Hij moet gevoederd worden met zaad voor tropische vogels, gekiemde en ongekiemde gierst, miereneieren en allerlei levend voer zoals spinnetjes, bladluis en fruitvliegjes.

Water, scherp maagkiezel en grit moeten vanzelfsprekend altijd voorhanden zijn.

## Verspreiding en leefgebied
De soort telt 2 ondersoorten:
- H. n. macrospilotus: van zuidelijk Somalië en zuidoostelijk Kenia tot noordoostelijk Angola, zuidoostelijk Congo-Kinshasa, noordelijk Zimbabwe en centraal Mozambique.
- H. n. niveoguttatus: oostelijk Zimbabwe en zuidelijk Mozambique.